# Волворт (Вісконсин)
Волворт (англ. Walworth) — селище (англ. village) в США, в окрузі Волворт штату Вісконсин. Населення — 2759 осіб (2020).

## Географія
Волворт розташований за координатами 42°31′52″ пн. ш. 88°35′48″ зх. д. / 42.53111° пн. ш. 88.59667° зх. д. (42.531128, -88.596718).  За даними Бюро перепису населення США в 2010 році селище мало площу 3,98 км², уся площа — суходіл. В 2017 році площа становила 4,50 км², уся площа — суходіл.

## Демографія
Згідно з переписом 2010 року, у селищі мешкало 2816 осіб у 1068 домогосподарствах у складі 700 родин. Густота населення становила 707 осіб/км².  Було 1172 помешкання (294/км²).
Расовий склад населення:
| - 87,5 % — білих - 0,8 % — азіатів - 0,7 % — чорних або афроамериканців - 0,2 % — вихідців з тихоокеанських островів - 0,1 % — корінних американців - 9,5 % — осіб інших рас |

До двох чи більше рас належало 1,2 %. Частка іспаномовних становила 17,8 % від усіх жителів.
За віковим діапазоном населення розподілялося таким чином: 28,4 % — особи молодші 18 років, 56,7 % — особи у віці 18—64 років, 14,9 % — особи у віці 65 років та старші. Медіана віку мешканця становила 36,1 року. На 100 осіб жіночої статі у селищі припадало 92,7 чоловіків;  на 100 жінок у віці від 18 років та старших — 87,8 чоловіків також старших 18 років.
Середній дохід на одне домашнє господарство  становив 56 018 доларів США (медіана — 48 519), а середній дохід на одну сім'ю — 60 282 долари (медіана — 51 250). Медіана доходів становила 38 239 доларів для чоловіків та 34 750 доларів для жінок. За межею бідності перебувало 20,5 % осіб, у тому числі 29,2 % дітей у віці до 18 років та 15,3 % осіб у віці 65 років та старших.
Цивільне працевлаштоване населення становило 1399 осіб. Основні галузі зайнятості: виробництво — 21,4 %, освіта, охорона здоров'я та соціальна допомога — 21,2 %, роздрібна торгівля — 11,9 %, мистецтво, розваги та відпочинок — 10,5 %.